# Gnathocinara situla
Gnathocinara situla är en fjärilsart som beskrevs av Van Eecke 1929. Gnathocinara situla ingår i släktet Gnathocinara och familjen silkesspinnare. Inga underarter finns listade i Catalogue of Life.